# Contractarbeid

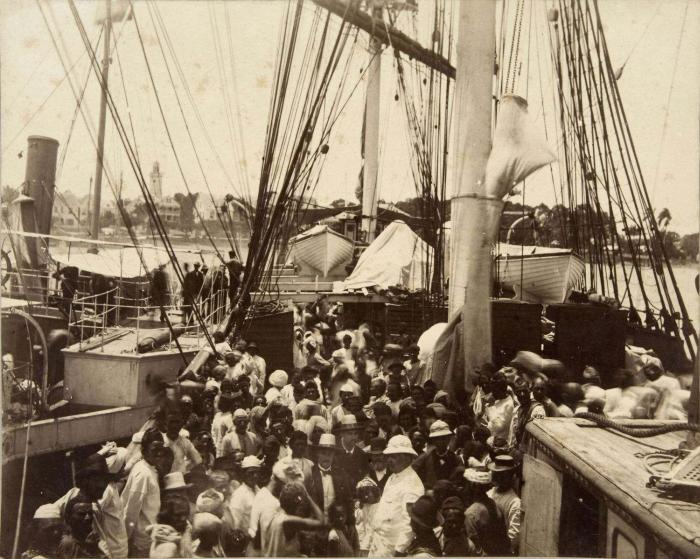
Brits-Indische contractarbeiders bij het vertrek uit Suriname na het einde van hun contractperiode

Contractarbeid was een systeem van onvrije arbeid waarvan koloniale machten gebruikmaakten in hun koloniën. Een belangrijk kenmerk van contractarbeid was de poenale sanctie. Die hield in dat voor contractbreuk geen burgerrechtelijke, maar strafrechtelijke bepalingen van kracht waren.
De immigrant verliet zijn land in sommige gevallen uit vrije wil, terwijl grotendeels zijn ontvoerd, bedwelmd, gelokt en onderbewust zijn geronseld. Wanneer de immigrant zijn land van herkomst verliet om voor een bepaald aantal jaren veld- of fabrieksarbeid te verrichten, verliep de werving, tewerkstelling en behandeling c.q. rechtsbedeling op een zodanige wijze dat velen in en buiten de kolonies zowel in de tijd van de contractarbeid als in onze tijd, het systeem hebben vergeleken met slavernij.
Planters en de koloniale overheid wilden zich verzekeren van voldoende arbeiders en de lonen op een niveau houden waarbij de planters voldoende winst konden blijven maken. De aanwezigheid van vele goedkope arbeidskrachten dwong ook vrije arbeiders (vrijen, vrijgelaten slaven en later ook andere immigranten) om genoegen te nemen met lage lonen.

## Suriname
In de periode 1853-1939 werden in totaal 74.000 contractarbeiders naar Suriname gevoerd. Van hen kwam 1% uit Madeira, 3% uit China, 4% uit andere delen van West-Indië, 47% uit toenmalig Brits-Indië en 44% uit toenmalig Nederlands-Indië (Java). De interpretatie en toepassing van de contractvoorwaarden was in Suriname in handen van de planters, districtscommissarissen, agenten-generaal en rechters.

### De komst van de contractarbeiders
De Surinaamse regering (lees: Het Koninkrijk der Nederlanden) had meerdere redenen om te zoeken naar alternatieven voor de arbeid door slaven. In Suriname kwamen steeds minder slaven binnen door het verbod op slavenhandel in 1814. Om hun plantages economisch levensvatbaar te houden gingen de plantage-eigenaren experimenteren met contractarbeiders. Vanaf 1853 werden de eerste Chinese contractarbeiders naar Suriname gehaald. In totaal ging het om iets meer dan 2600 Chinezen.
In Engelse en Franse kolonies hadden contractarbeiders na de afschaffing van de slavernij met succes het werk van de slaven overgenomen. Dit zorgde voor een toenemende druk op Nederland om ook de slavernij af te schaffen en naar contractarbeiders te zoeken. Nadat in 1863 de slavernij ten slotte ook in Suriname werd afgeschaft werd het staatstoezicht ingesteld. Dit hield in dat de vrijgekomen slaven voor een periode van tien jaar verplicht betaald werk moesten verrichten op een plantage naar keuze. Op deze manier waren de plantage-eigenaars de eerste tien jaar verzekerd van werkkrachten en hadden ze genoeg tijd om naar nieuwe werkkrachten te zoeken die het werk van de slaven konden overnemen.
In het Surinaamse buurland Brits-Guyana werd de slavernij in 1834 afgeschaft. In deze Britse kolonie was het vervangen van slavenarbeid door Hindostaanse contractarbeiders vanuit Brits-Indië succesvol verlopen. Dit was voor de Nederlandse regering reden om bij de Britten goedkeuring te vragen om in Brits-Indië Hindostaanse contractarbeiders te mogen werven.

#### Hindostanen
Op 8 september 1870 werd tussen Nederland en het Verenigd Koninkrijk het "koelietractaat" gesloten. De Britten gaven daarin de Nederlanders toestemming voor het werven in Brits-Indië. Hier was namelijk veel armoede en het leek de Britten dus niet verkeerd om Indiërs in het buitenland te laten werken. Besloten werd dat de contractarbeiders voor vijf jaar betaalde arbeid moesten verrichten op de Surinaamse plantages. Daarna hadden zij recht op een eigen stukje landbouwgrond in Suriname en 100 gulden, of een gratis reis naar het land van herkomst. Er kon ook gekozen worden voor nog eens een contractperiode van vijf jaar. Na die tweede contractperiode konden ze nog steeds van de vorige twee aanbiedingen gebruikmaken.
Voor het werven in Brits-Indië werden een aantal voorwaarden gesteld. De Hindostaanse immigranten moesten Britse onderdanen blijven en ze moesten goed behandeld worden. Er moest sprake zijn van een goede gezondheidszorg en er werden hoge eisen gesteld aan kwaliteit van de overtocht naar Suriname. Er kwam zelfs een Britse toezichthouder in Paramaribo die er op moest toezien dat de Brits-Indische contractarbeiders in Suriname volgens de afspraken behandeld werden. Wanneer de Britten bijvoorbeeld niet tevreden waren over de gezondheidszorg, kon de toezichthouder de toevoer van Hindostaanse contractarbeiders tijdelijk stopzetten.
Om het werven van Hindostaanse contractarbeiders goed te laten verlopen werd er in Brits-Indië in Calcutta een emigratieagent aangesteld. Deze emigratieagent kreeg de leiding over het werven en het verschepen van arbeiders naar Suriname. In Garden Reach in Calcutta werden de contractarbeiders verzameld en ingescheept. De emigratieagent had Brits-Indische subagenten in dienst, die ieder in hun eigen woonplaats kleinere verzamelplaatsen vestigden. De belangrijkste reden om te emigreren voor de Hindostanen was het ontvluchten van de armoede. Daarnaast speelde voor velen ontkomen aan het kastensysteem ook een belangrijke rol. Ondanks het feit dat de Hindostanen in Suriname een beter leven hadden dan in het thuisland, werd in 1916 onder druk van Brits-Indische nationalisten een einde gemaakt aan deze migratie. In hun ogen was contractarbeid een vorm van vernederende dienstbaarheid aan koloniale machthebbers.
In de periode 1873 t/m 1916 zijn vierenzestig schepen met in totaal 34.000 Hindostaanse contractanten in Suriname aangekomen. Een aantal van deze contractanten is na hun contractperiode teruggekeerd naar Brits-Indië. Een ruime meerderheid besloot in Suriname te blijven. In 1927 werden alle Hindostanen die in Suriname geboren waren Nederlandse onderdanen.

#### Javanen

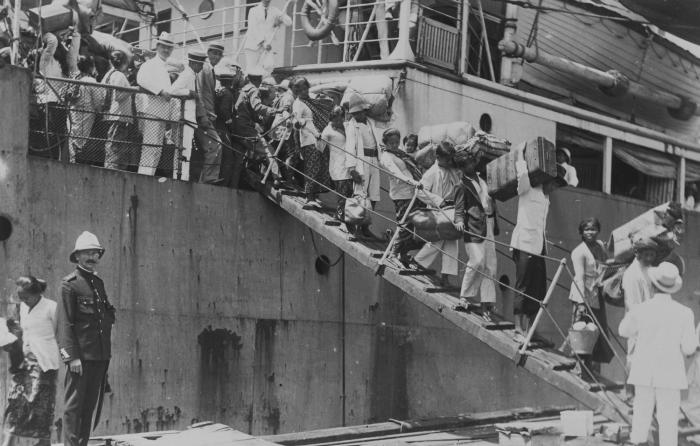
Javaanse contractarbeiders komen aan in Suriname, ca. 1920-1930

Ongeveer twintig jaar na de komst van de eerste Hindostaanse contractarbeiders werden ook Javaanse contractarbeiders naar Suriname gebracht. De reden hiervoor was de grote invloed die de Britten in Suriname hadden via de Britse toezichthouder. Het was voor de Nederlanders belangrijk om voor hun contractarbeiders niet te veel afhankelijk te zijn van de Britten. Java was als Nederlandse kolonie een geschikte plek om geheel in eigen beheer en in samenwerking met de lokale machthebbers contractarbeiders te werven.
Hoewel er door de Nederlandse regering eisen werden gesteld aan de werving van Javanen, bleek het er in de praktijk anders aan toe te gaan. Het werven van Javanen werd overgelaten aan emigratiekantoren op Java. Deze namen Javaanse wervers in dienst, die per aangeworven Javaan 80 gulden ontvingen. Veel wervers probeerden op een oneerlijke manier de 80 gulden te verdienen door Javanen, die meestal niet konden lezen en schrijven, verkeerd voor te lichten. Ook voor veel Javanen was armoede de reden om naar Suriname te trekken.
De Tweede Wereldoorlog maakte een definitief einde aan de Javaanse emigratie naar Suriname. Gedurende de periode 1890 t/m 1939 zijn er 32.956 Javanen in Suriname aangekomen. Slechts ongeveer een kwart maakte gebruik van het aanbod van een gratis terugreis naar Java.